# Smile (Jibbs)
Smile è il 4° singolo estratto dall'album di debutto di Jibbs "Jibbs feat. Jibbs", che vede anche la partecipazione di Fabo dei D4L.
Il singolo succede a Go Too Far ed è stato pubblicato nel 2007. La produzione è affidata a The Beatstaz, per l'etichetta discografica della Geffen Records.